# Raionul Haisîn, Vinnița (2020-)
Raionul Haisân este un raion al regiunii Vinița din Ucraina, format în 2020. Reședință este orașul Haisân. Suprafața sa este 5674,2 km2 (21,4% din suprafața regiunii), populația se ridică la 240,3 mii persoane (2020).